# Porthidium ophryomegas
Espèce
Synonymes
- Bothrops ophryomegas Bocourt, 1868
- Bothrops lansbergii ophryomegas Bocourt, 1868
- Trimeresurus lansbergii annectans Schmidt, 1936

Statut de conservation UICN

 LC  : Préoccupation mineure
Porthidium ophryomegas est une espèce de serpents de la famille des Viperidae.

## Répartition
Cette espèce se rencontre :
- dans le sud du Mexique dans l'État du Yucatán ;
- au Guatemala ;
- au Honduras ;
- au Salvador ;
- au Nicaragua ;
- au Costa Rica ;
- au Panama.

## Description

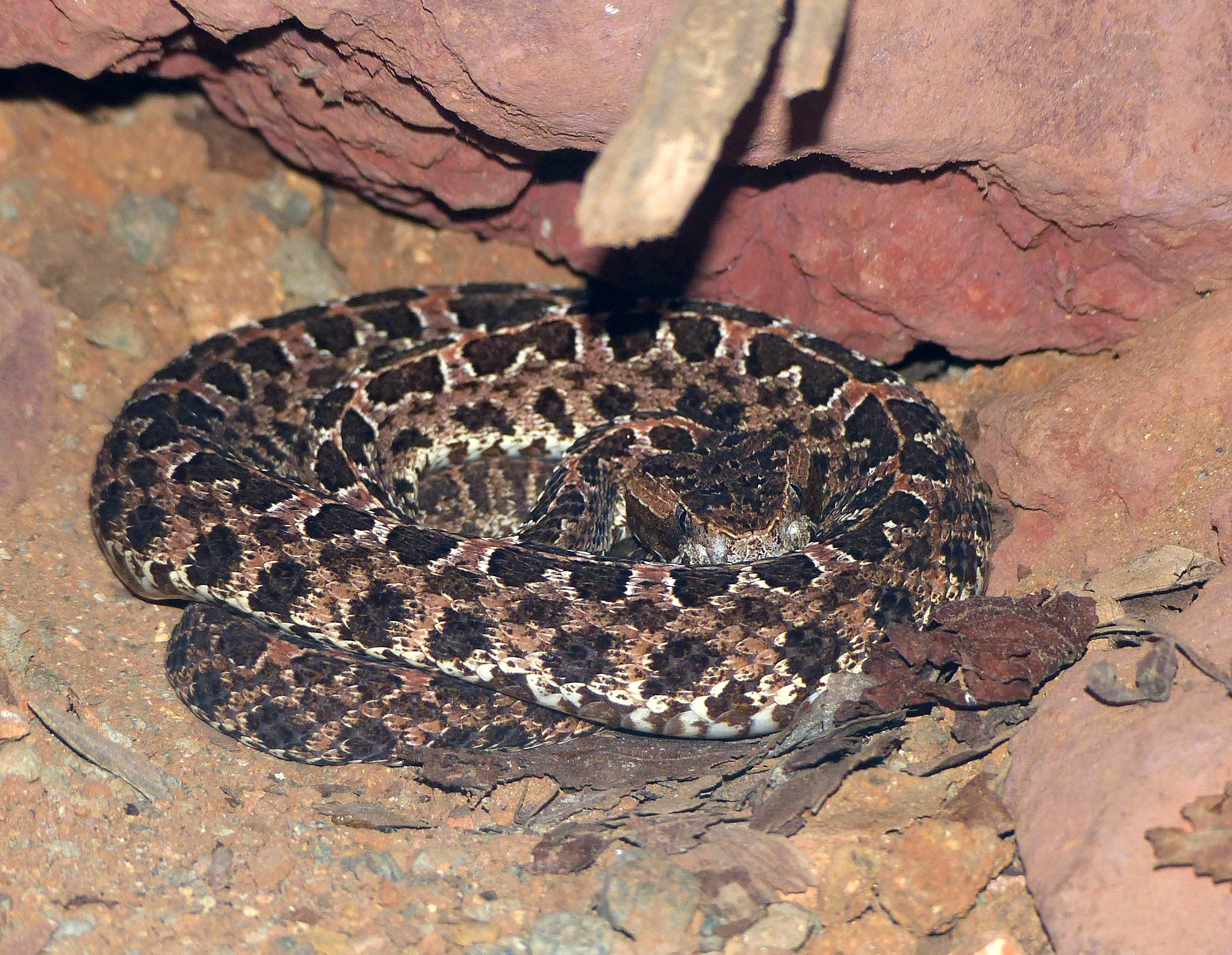
Porthidium ophryomegas.

C'est un serpent venimeux.

## Publication originale
- Bocourt, 1868 : Descriptions de quelques crotaliens nouveaux appartenant au genre Bothrops, recueillis dans le Guatémala. Annales Des Sciences Naturelles, Paris, sér. 5, vol. 10, p. 201-202 (texte intégral).